# Campionati italiani estivi di nuoto 1975
I Campionati italiani assoluti di nuoto 1975 si sono svolti a Padova dall'8 all'11 settembre 1975. È stata utilizzata la vasca da 50 metri.

## Podi

### Uomini
| Evento               | Oro                                                                                  | Tempo    | Argento                                                              | Tempo    | Bronzo                                                                      | Tempo    |
| Stile libero         |                                                                                      |          |                                                                      |          |                                                                             |          |
| 100 m                | Marcello Guarducci                                                                   | 53"43    | Roberto Pangaro                                                      | 53"73    | Paolo Barelli                                                               | 55"17    |
| 200 m                | Marcello Guarducci                                                                   | 1'57"42  | Roberto Pangaro                                                      | 2'00"63  | Paolo Revelli                                                               | 2'01"40  |
| 400 m                | Sergio Affronte                                                                      | 4'14"43  | Paolo Revelli                                                        | 4'16"18  | Augusto Papini                                                              | 4'16"42  |
| 1500 m               | Stefano Bellon                                                                       | 16'41"81 | Sergio Affronte                                                      | 16'45"50 | Stefano Lanata                                                              | 16'45"93 |
| Dorso                |                                                                                      |          |                                                                      |          |                                                                             |          |
| 100 m                | Enrico Bisso                                                                         | 59"84    | Lapo Cianchi                                                         | 1'01"25  | Angelo Lo Faro                                                              | 1'02"7   |
| 200 m                | Lapo Cianchi                                                                         | 2'10"96  | Massimo Nistri                                                       | 2'12"82  | Stefano Bellon Enrico Bisso                                                 | 2'14"95  |
| Rana                 |                                                                                      |          |                                                                      |          |                                                                             |          |
| 100 m                | Giorgio Lalle                                                                        | 1'09"24  | Giancarlo Mauro                                                      | 1'09"58  | Edmondo Mingione                                                            | 1'10"28  |
| 200 m                | Giorgio Lalle                                                                        | 2'29"95  | Giancarlo Mauro                                                      | 2'31"11  | Edmondo Mingione                                                            | 2'33"67  |
| Farfalla             |                                                                                      |          |                                                                      |          |                                                                             |          |
| 100 m                | Paolo Barelli                                                                        | 58"52    | Alessandro Griffith                                                  | 1'00"00  | Marcello Guarducci                                                          | 1'00"18  |
| 200 m                | Alessandro Griffith                                                                  | 2'09"92  | Maurizio Santo                                                       | 2'12"85  | Cesare Butini                                                               | 2'13"27  |
| Misti                |                                                                                      |          |                                                                      |          |                                                                             |          |
| 200 m                | Paolo Barelli                                                                        | 2'14"34  | Lorenzo Marugo                                                       | 2'16"29  | Gilberto Giberti                                                            | 2'17"47  |
| 400 m                | Lorenzo Marugo                                                                       | 4'46"93  | Vittorio Alberti                                                     | 4'51"79  | Stefano Bellon                                                              | 4'53"36  |
| Staffette            |                                                                                      |          |                                                                      |          |                                                                             |          |
| 4x100 m stile libero | Fiat Ricambi Paolo Martinetto Mario Lovisolo Enzo Bellardi Lorenzo Gariglio          | 3'42"46  | Aniene Alberto Castagnetti Martinelli Pisano Roberto Pangaro         | 3'44"82  | Canottieri Napoli Berlincioni Pirone Corbino Trigilio                       | 3'47"60  |
| 4x200 m stile libero | Rari Nantes Florentia Sergio Affronte Giovanni Consigli Leonardo Cecchi Lapo Cianchi | 8'10"22  | De Gregorio Paolo Revelli Augusto Papini Riccardo Urbani Claudio Zei | 8'10"47  | Fiat Ricambi Paolo Martinetto Mario Lovisolo Enzo Bellardi Lorenzo Gariglio | 8'15"84  |
| 4x100 m mista        | De Gregorio Claudio Zei Giancarlo Mauro Riccardo Urbani Augusto Papini               | 4'10"38  | Aniene Grisanti Edmondo Mingione Pisano Roberto Pangaro              | 4'11"02  | Lazio Nuoto Paolo Barelli Gilberto Giberti Cesare Butini Maurizio Bizzarri  | 4'11"40  |
|                      |                                                                                      |          |                                                                      |          |                                                                             |          |

### Donne
| Evento               | Oro                                                                                   | Tempo   | Argento                                                             | Tempo   | Bronzo                                                                          | Tempo   |
| Stile libero         |                                                                                       |         |                                                                     |         |                                                                                 |         |
| 100 m                | Elisabetta Dessy                                                                      | 1'02"62 | Nicoletta Pezzutti                                                  | 1'02"79 | Patrizia Lanfredini                                                             | 1'03"09 |
| 200 m                | Maria Grazia Pandini                                                                  | 2'13"28 | Laura Sterni                                                        | 2'13"85 | Patrizia Zebellin                                                               | 2'13"90 |
| 400 m                | Maria Grazia Pandini                                                                  | 4'34"90 | Sonia Rosini                                                        | 4'36"36 | Eleonora Bortolotti                                                             | 4'40"71 |
| 800 m                | Maria Grazia Pandini                                                                  | 9'17"06 | Antonella Valentini                                                 | 9'23"16 | Sonia Rosini                                                                    | 9'26"72 |
| Dorso                |                                                                                       |         |                                                                     |         |                                                                                 |         |
| 100 m                | Antonella Roncelli                                                                    | 1'06"64 | Paola Cesari                                                        | 1'08"44 | Cristina Grugni                                                                 | 1'09"10 |
| 200 m                | Antonella Roncelli                                                                    | 2'23"70 | Cristina Grugni                                                     | 2'24"0  | Paola Cesari                                                                    | 2'28"6  |
| Rana                 |                                                                                       |         |                                                                     |         |                                                                                 |         |
| 100 m                | Iris Corniani                                                                         | 1'19"56 | Maurizia Lenardon                                                   | 1'20"05 | Tiziana Rachetto                                                                | 1'21"49 |
| 200 m                | Iris Corniani                                                                         | 2'50"29 | Maurizia Lenardon                                                   | 2'50"47 | Veronica Cerato                                                                 | 2'53"65 |
| Farfalla             |                                                                                       |         |                                                                     |         |                                                                                 |         |
| 100 m                | Donatella Schiavon                                                                    | 1'05"66 | Cinzia Rampazzo                                                     | 1'06"18 | Donatella Talpo                                                                 | 1'06"68 |
| 200 m                | Cinzia Rampazzo                                                                       | 2'21"25 | Donatella Schiavon                                                  | 2'22"49 | Marina Puccio                                                                   | 2'25"82 |
| Misti                |                                                                                       |         |                                                                     |         |                                                                                 |         |
| 200 m                | Antonella Roncelli                                                                    | 2'29"54 | Cinzia Rampazzo                                                     | 2'30"26 | Cristina Grugni                                                                 | 2'34"46 |
| 400 m                | Antonella Roncelli                                                                    | 5'15"26 | Paola Cesari                                                        | 5'17"35 | Cristina Grugni                                                                 | 5'18"25 |
| Staffette            |                                                                                       |         |                                                                     |         |                                                                                 |         |
| 4x100 m stile libero | Fiat Ricambi Patrizia Zebellin Marina Cavallero Barbara Cassinelli Nicoletta Pezzutti | 4'13"84 | NC Milano Davanzi Cristina Grugni Tei Silvia Blosi                  | 4'17"54 | Lazio Nuoto Antonella Valentini Barachini Donatella Talpo Giuliana Scornayenchi | 4'18"24 |
| 4x200 m stile libero |                                                                                       |         |                                                                     |         |                                                                                 |         |
| 4x100 m misti        | Triestina Nuoto Giulia Pettener Maurizia Lenardon Roberta Calvani Laura Sterni        | 4'44"57 | Andrea Doria Paola Cesari Credari Monica Dolcini Cristina Stuttgard | 4'44"88 | Fiat Ricambi Picatti Tiziana Rachetto Bertinotti Nicoletta Pezzutti             | 4'47"21 |